# Рігелвуд (Північна Кароліна)
Рігелвуд (англ. Riegelwood) — переписна місцевість (CDP) в США, в окрузі Колумбус штату Північна Кароліна. Населення — 545 осіб (2020).

## Географія
Рігелвуд розташований за координатами 34°20′39″ пн. ш. 78°13′10″ зх. д. / 34.34417° пн. ш. 78.21944° зх. д. (34.344100, -78.219563).  За даними Бюро перепису населення США в 2010 році переписна місцевість мала площу 8,81 км², з яких 8,08 км² — суходіл та 0,73 км² — водойми.

## Демографія
Згідно з переписом 2010 року, у переписній місцевості мешкало 579 осіб у 237 домогосподарствах у складі 172 родин. Густота населення становила 66 осіб/км².  Було 260 помешкань (29/км²).
Расовий склад населення:
| - 70,8 % — білих - 24,9 % — чорних або афроамериканців - 1,2 % — корінних американців |

До двох чи більше рас належало 2,8 %. Частка іспаномовних становила 5,4 % від усіх жителів.
За віковим діапазоном населення розподілялося таким чином: 23,1 % — особи молодші 18 років, 58,6 % — особи у віці 18—64 років, 18,3 % — особи у віці 65 років та старші. Медіана віку мешканця становила 41,6 року. На 100 осіб жіночої статі у переписній місцевості припадало 93,0 чоловіків;  на 100 жінок у віці від 18 років та старших — 91,8 чоловіків також старших 18 років.
Середній дохід на одне домашнє господарство  становив 27 418 доларів США (медіана — 26 591), а середній дохід на одну сім'ю — 51 655 доларів (медіана — 40 938). За межею бідності перебувало 35,8 % осіб, у тому числі 0,0 % дітей у віці до 18 років та 29,9 % осіб у віці 65 років та старших.
Цивільне працевлаштоване населення становило 82 особи. Основні галузі зайнятості: виробництво — 25,6 %, будівництво — 25,6 %, публічна адміністрація — 20,7 %.